# Summer World University Games 2025/Teilnehmer (Südafrika)
| Gelbes Symbol für Goldmedaillen mit stilisierten Olympischen Ringen | Graues Symbol für Silbermedaillen mit stilisierten Olympischen Ringen | Braundes Symbol für Bronzemedaillen mit stilisierten Olympischen Ringen |
| ------------------------------------------------------------------- | --------------------------------------------------------------------- | ----------------------------------------------------------------------- |
| 6                                                                   | 5                                                                     | 8                                                                       |

Südafrika nahm an den Summer World University Games 2025 vom 16. bis zum 27. Juli mit 101 Athleten (57 Männer und 44 Frauen) teil.

## Medaillen

### Medaillenspiegel
| Rang   | Sportart       | Gold | Silber | Bronze | Gesamt |
| ------ | -------------- | ---- | ------ | ------ | ------ |
| 1      | Leichtathletik | 4    | 2      | 4      | 10     |
| 2      | Schwimmen      | 2    | 2      | 4      | 8      |
| 3      | Rudern         | –    | 1      | –      | 1      |
| Gesamt | Gesamt         | 6    | 5      | 8      | 19     |

### Medaillengewinner
| Name/n | Sportart       | Wettkampf                |
| --- | -------------- | ------------------------ |
| Gold |                |                          |
| Bayanda Walaza | Leichtathletik | 100 m                    |
| Bayanda Walaza | Leichtathletik | 200 m                    |
| Aiden Smith | Leichtathletik | Kugelstoßen              |
| Lythe Pillay | Leichtathletik | 400 m                    |
| Pieter Coetze | Schwimmen      | 50 m Rücken              |
| Pieter Coetze | Schwimmen      | 100 m Rücken             |
| Silber |                |                          |
| Kyle Zinn Retshidisitswe Mlenga Mthi Mthimkulu Bayanda Walaza                                                             | Leichtathletik | 4 × 100 m                |
| Mthi Mthimkulu Precious Molepo Marlie Viljoen Lythe Pillay (Finale) Wernich van Rensburg (Vorlauf)                        | Leichtathletik | 4 × 400 m Mixed          |
| Lara van Niekerk | Schwimmen      | 50 m Brust               |
| Pieter Coetze | Schwimmen      | 100 m Freistil           |
| Courtney Westley Katherine Williams                                                                                       | Rudern         | Zweier ohne Steuerfrau   |
| Bronze |                |                          |
| Jana van Schalkwyk | Leichtathletik | Speerwurf                |
| Mondray Barnard | Leichtathletik | 110 m Hürden             |
| Colette Uys | Leichtathletik | Kugelstoßen              |
| Gabriella Marais | Leichtathletik | 100 m                    |
| Olivia Nel | Schwimmen      | 50 m Freistil            |
| Olivia Nel | Schwimmen      | 50 m Rücken              |
| Guy Brooks Olivia Nel Ruard van Renen (Finale) Michaela de Villiers (Finale) Owethu Mahan (Vorlauf) Georgia Nel (Vorlauf) | Schwimmen      | 4 × 100 m Freistil Mixed |
| Ruard van Renen Simone Moll Guy Brooks Olivia Nel (Finale) Michaela de Villiers (Vorlauf)                                 | Schwimmen      | 4 × 100 m Lagen Mixed    |

## Teilnehmer nach Sportarten

### Basketball

#### 3×3-Basketball
| Männer - Khomanani Makamu - Silindokuhle Mkhwanazi - Allan Mametja - Matthew Williams | Frauen - Caroline Maine - Lindokuhle Nkabini - Talita Memani - Thoriso Kotsane |

### Bogenschießen
| Männer - Wian Roux - Connor Young - Hercules Aucamp - Ignus de Wet | Frauen - Joane Coetzee |

### Fechten
Männer
- Christiaan Bester
- Harry Saner
- Rahul van Manen

### Leichtathletik
| Männer - Bayanda Walaza - Kyle Zinn - Jacobus Le Roux - Mondray Barnard - Johannes Munnik - Keanu Domingo - Eckhart Potgieter - Enoch Bokaba - Lythe Pillay - Tumisang Shezi - Wernich van Rensburg - Christopher Swart - Aron Alvarez - Lehlohonolo Lusiti - Phemelo Ntoe - Katlego Madiope - Letsepa Madume - Willem Jansen - Nikithemba Hani - Dwight McCloen - Hendrik van Wyk - Aiden Smith - Thato Kgala - Retshidisitswe Mlenga - Mthi Mthimkulu | Frauen - Joane Coetzee - Miné de Klerk - Colette Uys - Miré Reinstorf - Jana van Schalkwyk - Kristi Snyman - Karmen Fouché - Tyla Wasmuth - Charne Swart - Nadia Potgieter - Zenéy van der Walt - Hannah van Niekerk - Precious Molepo - Marlie Viljoen - Annestaysha George - Gabriella Marais - Kayla van der Bergh - Joviale Mbisha - Maria Mailula - Nicola Jansen - Chardone Smidt - Angelique Strydom |

### Rudern
| Männer - Phumelele Tshabalala (Zweier ohne Steuermann) - Jordan Craig (Zweier ohne Steuermann) - Stefan Breytenbach (Doppelzweier) - Ryan Dellbridge (Doppelzweier) - Robert Hirschson (Vierer ohne Steuermann) - Brian Thomson (Vierer ohne Steuermann) - Merwe Engelbrecht (Vierer ohne Steuermann) - Ehros Smith (Vierer ohne Steuermann) | Frauen - Courtney Westley (Zweier ohne Steuerfrau) - Katherine Williams (Zweier ohne Steuerfrau) |

### Schwimmen
| Männer - Ruard van Renen - Pieter Coetze - Guy Brooks - Matthew Randle - Michael Houlie - Righardt Muller - Dylan Wright - Cameron Casali - Arno Kruger - Owethu Mahan | Frauen - Hannah Pearse - Michaela de Villiers - Leigh McMorran - Simone Moll - Olivia Nel - Georgia Nel - Stephanie Houtman - Hannah Robertson - Dakota Tucker - Lise Coetzee - Kate Meyer - Lara van Niekerk |

### Tennis
| Männer - Carl Roothman - Jason Fogle - Damien Nezar | Frauen - Erine Lategan - Delien Kleinhans - Lilitha Ndungane |